# 6473 Winkler
6473 Winkler è un asteroide della fascia principale. Scoperto nel 1986, presenta un'orbita caratterizzata da un semiasse maggiore pari a 2,6863021 UA e da un'eccentricità di 0,1281783, inclinata di 7,43431° rispetto all'eclittica.